# アルメディオ
株式会社アルメディオ（Almedio Inc.）は、音楽用CDプレスの大手企業。東京証券取引所スタンダード市場に上場している。
本社所在地は東京都国立市。

## 概要
- テストCDの世界シェアは75%を占める。

## 主な業務内容
- テストメディア
  - AV機器・PC機器等の調整に必要なディスク等
- クリエイティブメディア
  - 音楽CD・CD-ROM・DVD-VIDEO・DVD-ROM等のカスタム製品の生産
- テスティング
  - 光ディスクの認証検査等の検査受託
- 電子部品用副資材・耐火材料

## 沿革
- 1981年（昭和56年） - 株式会社エーベックス研究所設立。
- 1990年（平成2年） - 株式会社エーベックスに社名変更。
- 1997年（平成9年） - 現社名に変更。
- 1999年（平成11年） - 株式を店頭公開。
- 2004年（平成16年） - 東京証券取引所2部上場。
- 2005年（平成17年） - 中国江蘇省に連結子会社阿爾賽（蘇州）無機材料有限公司を設立。

## 事業所
- 所沢オフィス - 所沢市東新井町66-1
- 東村山事業所 - 東京都東村山市恩多町5-43-17